# العلاقات الدومينيكية اللبنانية
العلاقات الدومينيكية اللبنانية هي العلاقات الثنائية التي تجمع بين دومينيكا ولبنان.

## مقارنة بين البلدين
هذه مقارنة عامة ومرجعية للدولتين:
| وجه المقارنة                                              | دومينيكا              | لبنان                                                                |
| --------------------------------------------------------- | --------------------- | -------------------------------------------------------------------- |
| المساحة (كم2)                                             | 751                   | 10.45 ألف                                                            |
| عدد السكان (نسمة)                                         | 73.92 ألف             | 6.10 مليون                                                           |
| الكثافة السكانية (ن./كم²)                                 | 9.84 ألف              | 583.73                                                               |
| العاصمة                                                   | روسو                  | بيروت                                                                |
| اللغة الرسمية                                             | لغة إنجليزية          | اللغة العربية، لغة فرنسية                                            |
| العملة                                                    | دولار شرق الكاريبي    | ليرة لبنانية                                                         |
| الناتج المحلي الإجمالي (بليون دولار)                      | 562.54 مليون          | 51.84 مليار                                                          |
| الناتج المحلي الإجمالي (تعادل القوة الشرائية) بليون دولار | 789.63 مليون          | 81.54 مليار                                                          |
| الناتج المحلي الإجمالي الاسمي للفرد دولار أمريكي          | 7.12 ألف              | 8.05 ألف                                                             |
| الناتج المحلي الإجمالي للفرد دولار أمريكي                 | 10.88 ألف             | 17.46 ألف                                                            |
| مؤشر التنمية البشرية                                      | 0.724                 | 0.769                                                                |
| رمز المكالمات الدولي                                      | +1767                 | +961                                                                 |
| رمز الإنترنت                                              | .dm                   | .lb                                                                  |
| المنطقة الزمنية                                           | 00، توقيت أطلنطي موحد | ت ع م+02:00، ت ع م+03:00، توقيت شرق أوروبا، توقيت شرق أوروبا الصيفي ‏ |

## منظمات دولية مشتركة
يشترك البلدان في عضوية مجموعة من المنظمات الدولية، منها:
| علم المنظمة | اسم المنظمة                        | تاريخ انضمام دومينيكا | تاريخ انضمام لبنان |
| ----------- | ---------------------------------- | --------------------- | ------------------ |
|             | مؤسسة التنمية الدولية              | 29 سبتمبر 1980        | 10 أبريل 1962      |
|             | يونسكو                             | 9 يناير 1979          | 4 نوفمبر 1946      |
|             | وكالة ضمان الاستثمار متعدد الأطراف | 7 أكتوبر 1991         | 19 أكتوبر 1994     |
|             | الأمم المتحدة                      | 18 ديسمبر 1978        | 24 أكتوبر 1945     |
|             | الاتحاد البريدي العالمي            | ?                     | ?                  |
|             | البنك الدولي للإنشاء والتعمير      | 29 سبتمبر 1980        | 14 أبريل 1947      |
|             | الاتحاد الدولي للاتصالات           | 28 أكتوبر 1996        | 12 يناير 1924      |
|             | منظمة حظر الأسلحة الكيميائية       | ?                     | ?                  |
|             | مؤسسة التمويل الدولية              | 29 سبتمبر 1980        | 28 ديسمبر 1956     |
|             | منظمة الشرطة الجنائية الدولية      | ?                     | ?                  |

## أعلام
هذه قائمة لبعض الشخصيات التي تربطها علاقات بالبلدين:
- أميليا فيغا (7 نوفمبر 1984 – )
- قائمة اللبنانيين في الكاريبي (قائمة ويكيميديا)